# Acophogryllus
Acophogryllus is een geslacht van rechtvleugeligen uit de familie krekels (Gryllidae). De wetenschappelijke naam van dit geslacht is voor het eerst geldig gepubliceerd in 1996 door Gorochov.

## Soorten
Het geslacht Acophogryllus  is monotypisch en omvat slechts de volgende soort:
- Acophogryllus schultzei (Gorochov, 1996)